# Léon Galvaing
Léon Galvaing (ur. 31 grudnia 1902 w Suresnes, zm. 17 marca 1963 w Saint-Cloud) – francuski kolarz torowy i szosowy, srebrny medalista torowych mistrzostw świata.

## Kariera
Największy sukces w karierze Léon Galvaing osiągnął w 1926 roku, kiedy zdobył srebrny medal w sprincie indywidualnym amatorów podczas mistrzostw świata w Mediolanie. W zawodach tych wyprzedził go jedynie Włoch Avanti Martinetti, a trzecie miejsce wywalczył Holender Antoine Mazairac. Był to jedyny medal wywalczony przez Galvainga na międzynarodowej imprezie tej rangi. Ponadto trzykrotnie stawał na podium zawodów sprinterskich w Paryżu, ale nigdy nie zwyciężył. Nigdy również nie wystartował na igrzyskach olimpijskich. Startował także w wyścigach szosowych, ale bez większych sukcesów.